# Steen & Strøm
Steen & Strøm ASA er en skandinavisk centerkæde, som driver 52 indkøbscentre i Norge, Danmark og Sverige (pr. 2007). Koncernen, som har en årligt omsætning på godt 35 milliarder NOK, er inddelt i de tre lokale selskaber: Steen & Strøm Norge AS, Steen & Strøm Danmark A/S og Steen & Strøm Sverige AB. Hovedkvarteret ligger i Oslo, Norge.

## Virksomhedens historie
Virksomheden blev grundlagt i 1797, da Samuel Strøm åbnede en mindre vin- og indkøbsbutik på Kongens gate 23 i Oslo, Norge. I 1856 trådte Emil Steen ind som medejer, hvorved virksomheden fik sit nuværende navn til Steen & Strøm.
I 1874 åbnede Steen & Strøm Norges første moderne indkøbscenter, Steen & Strøm Magasin. Med tiden kom skønhedssaloner, barberer, små cafeer, te steder og den nyeste teknologi blev tilføjet. I 1929 blev Steen & Strøm Magasin totalskadet af en brand, hvilket var et stort tab for både kunder og ansatte. Det blev dog samtidig muligt for Steen & Strøm at forny sig selv og et nyt center (med arkitektonisk inspiration fra Paris åbnede i 1930 med blandt andet Norge første rulletrapper. Stedet blev efterfølgende en attraktion, idet folk nu også kom til indkøbscenteret uden rigtige intentioner om at shoppe.
Til trods for at Steen & Strøm Magasin i de fleste af efterkrigsårene var hovedstadens førende indkøbscenter, var man grundet stigende udgifter, lav kundeudvikling og stigende konkurrence fra regionelle indkøbscentre, nødsaget til at sælge i indkøbscenteret efteråret 1991. Steen & Strøm Magasinet fik nye ejere, det nyligt dannede ejendomsselskab Agora Eiendom AS, men administreringen blev den samme. Agora Drift AS overtog yderligere driften af fem indkøbscentre og tre hoteller, hvilket blev starten på en ekspansionsfase, der dannede grundlaget for Steen & Strøm gruppen.
Steen & Strøm Invest AS blev listet på Oslo Børs i juli 1994, men blev fjernet igen i september 2007.

## Indkøbscentre
En stor del af indkøbscentrene ejes direkte, mens de resterende drives for henholdsvis Storebrand, Danica, SK Down Town AS, Trondos, SK Glasmagasinet Drammen og Harald Lyche. Listen over indkøbscentre, som Steen & Strøm driver, inkluderer følgende (pr. 2006):
| Steen & Strøm Norge AS - Amanda (Haugesund) 1 - Arken senter (Ulset) 1 - Buskerud Storsenter (Krokstadelva) ² - City Syd (Trondheim) 5, 2 - Down Town (Porsgrunn) 3 - Farmandstredet (Tønsberg) 1 - Gulskogen senter (Drammen) 1 - Halden storsenter (Halden) 1 - Holmensenteret (Nesbru) ² - Krokstad senter (Krokstadelva) ² - Kvadrat (Sandnes) ² - Lillestrøm torv (Lillestrøm) 1 - Magasinet Drammen (Drammen) 4 - Markedet (Haugesund) 1 - Metro Senter (Skårer) ² - Mosseporten (Moss) ² - Nerstranda (Tromsø) 1 - Nordbyen (Larvik) 1 - Sjøsiden senter (Mosjøen) 1 - Stavanger Storsenter (Stavanger) 1 - Steen & Strøm Magasin (Oslo) ² - Stovner senter (Oslo) 1 - Tiller Torget (Trondheim) ² - Torvbyen (Fredrikstad) 1 - Vinterbro (Vinterbro) 1 - Økernsenteret (Oslo) 1 - Østfoldhallen (Fredrikstad) ² | Steen & Strøm Danmark A/S - Amager Centret (Amager) 6 - Bruuns Galleri (Århus) 1 - Bryggen (Vejle) 1 - City 2 (Tåstrup) 6 - City Vest (Brabrand) 6 - Field's (København) 1 - Friis (Aalborg) - Glostrup Storcenter (Glostrup) 6 - Helsingør Bycenter (Helsingør) 6 - Hovedbanegårdens Shoppingcenter (København) 6 - Hvidovre Stationscenter (Hvidovre) 6 - Ishøj Bycenter (Ishøj) 6 - Kolding Storcenter (Kolding) 6 - Lyngby Storcenter (Kongens Lyngby) 6 - Nørrebro Bycenter (Nørrebro) 6 - Randers Storcenter (Randers) 6 - SlotsArkaderne (Hillerød) 6 - VestsjællandsCentret (Slagelse) 6 - Viva Odense (Odense) - opgivet i 2021 og aldrig opført | Steen & Strøm Sverige AB - Allum (Partille) 1 - Emporia (Malmø) - Kupolen Köpcentrum (Borlänge) 1 - Marieberg Köpcentrum (Örebro) 1 - Torp Köpcentrum (Uddevalla) 1 - Solgte og ejes siden 2014 af Thon Property AB: Etage (Trollhättan), Familia (Åstorp), Hageby Centrum (Norrköping), Mitt i City (Karlstad) og Sollentuna centrum (Sollentuna) |

1: Ejet af Steen & Strøm ASA

2: Ejet af Storebrand

3: Ejet af SK Down Town AS

4: Ejet af SK Glasmagasinet Drammen og Harald Lyche

5: Ejet af Trondos

6: Ejet af Danica